# Robin Strasser
Robin Strasser (New York, 7 maggio 1945) è un'attrice statunitense.
È famosa per aver interpretato i ruoli di Rachel Cory Hutchins in Destini, di Christina Karras ne La valle dei pini, di Dorian Lord in Una vita da vivere e di Vivian Alamain ne Il tempo della nostra vita.

## Biografia
Robin Strasser nasce a New York il 7 maggio 1945 da Martin e Anne Strasser.

### Carriera
Inizia a recitare nel 1964 quando ottiene la parte di Iris Ocasek nella soap opera The Secret Storm, restando nel ruolo fino al 1966. Raggiunge però il successo nel 1967 quando ottiene la parte di Rachel Cory Hutchins nella soap opera Destini, restando nel cast fino al 1972. Nel 1976 entra nel cast della soap opera La valle dei pini nel ruolo di Christina Karras, rimanendo fino al 1979. Nello stesso anno entra nel cast della soap opera Una vita da vivere nel ruolo di Dorian Lord, restando fino al 1987, ritornando poi dal 1993 al 2000, dal 2003 al 2011 e nel 2013, anno di chiusura della soap. Nel 2000 entra nel cast della soap opera Passions nel ruolo della strega Hecuba. Nel 2019 interpreta Vivian Alamain nella soap opera Il tempo della nostra vita.

### Vita privata
Nel 1965 sposa Laurence Luckinbill, dal quale ha due figli, Ben e Nicholas. La coppia divorzia nel 1976. Nel 1983 sposa Richard Hogan, dal quale divorzia nel 1985.

## Filmografia

### Televisione
- The Secret Storm - soap opera (1964-1966)
- Destini - soap opera (1967-1972)
- Delphi Bureau - serie TV, 1 episodio (1973)
- Un amore di contrabbasso - serie TV, 1 episodio (1974)
- La valle dei pini - soap opera (1976-1979)
- Una vita da vivere - soap opera (1979-1987,1993-2000, 2003-2011, 2013)
- Autostop per il cielo - serie TV, 1 episodio (1988)
- La signora in giallo (Murder, She Wrote) – serie TV, episodio 5x07 (1988)
- China Beach - serie TV, 1 episodio (1989)
- Murphy Brown - serie TV, 1 episodio (1989)
- I ragazzi della prateria - serie TV, 1 episodio (1990)
- California - serie TV, 14 episodi (1990)
- Caro John - serie TV, 1 episodio (1990)
- MacGyver - serie TV, 2 episodi (1991)
- 2000 Malibu Road - serie TV, 1 episodio (1992)
- Civil Wars - serie TV, 1 episodio (1992)
- Jack's Place - serie TV, 1 episodio (1993)
- ABC Afterschool Specials - serie TV, 1 episodio (1996)
- Passions - soap opera (2000-2003)
- Dharma & Greg - serie TV, 2 episodi (2001-2002)
- Il tempo della nostra vita - soap opera (2019)